# Rio Una (vattendrag i Brasilien, Bahia, lat -15,30, long -39,04)
Rio Una är ett vattendrag i Brasilien.   Det ligger i delstaten Bahia, i den östra delen av landet, 1 000 km öster om huvudstaden Brasília.